# Tipula (Lunatipula) retusa
Tipula (Lunatipula) retusa is een tweevleugelige uit de familie langpootmuggen (Tipulidae). De soort komt voor in het Nearctisch gebied.